# Unicykel
En unicykel eller ethjulet cykel er en cykel med kun ét hjul. De har traditionelt været brugt til artisteri, men unicykling er også en sportsgren med flere forskellige undergenrer hvor inspirationen er taget fra atletik, mountainbike, skateboarding, trial- og landevejscykling.
Blandt de anvendte undergenrer i sporten findes bl.a. freestyle, der en artistisk disciplin, hvor deltagerne cykler en rutine til musik og i kostume. Rutinen indeholder tricks, bevægelser og udstråling, hvor deltagerne bliver bedømt på deres niveau og performance.
Endvidere findes flatlan, der en disciplin hvor deltagerne konkurrerer om at udføre det sværeste og nyeste trick. Tricks som indgår i konkurrencen kan være kørsel på en vinklet cykel, dreje cyklen under et hop eller rotere 540°.
Til stadiondiscipliner bruges cykler med hjuldiametre på 20 eller 24 tommer. Disciplinerne kan f.eks. være
100, 400 eller 800 meter cykling, 50 meter med én fod, hop over 30 meter, kørsel uden pedalkraft eller stafetløb.